# Frank Depestele
Frank Depestele (Tienen, 3 settembre 1977) è un allenatore di pallavolo ed ex pallavolista belga.
Giocava nel ruolo di palleggiatore. Allena il Menen.

## Carriera
La carriera di Frank Depestele inizia in Belgio, dove gioca alcuni campionati nell'Asse-Lennik prima di trasferirsi nel massimo campionato svizzero, dove con la maglia del Näfels vince il campionato, la coppa nazionale e la Supercoppa. Dopo questa esperienza torna in patria, con due annate nel Topvolley Antwerpen, che precedono il passaggio al Roeselare: in quattro anni ottiene diversi successi in tutte le competizioni nazionali, fra cui due scudetti, due Coppe del Belgio e due Supercoppe. In questo periodo ottiene le prime convocazioni nella nazionale belga.
Nel campionato 2006-07 si trasferisce in Grecia all'Īraklīs Salonicco, vincendo altri due trofei: lo scudetto e la Supercoppa greca; dopo una stagione al Panathīnaïkos fa ritorno al Roeselare, dove vince ancora una volta tutti i trofei nazionali. Nel 2011-12 viene tesserato dall'Iskra Odincovo; dopo una breve esperienza alla Lokomotyv Charkiv, viene poi ingaggiato dal Fenerbahçe. Per la stagione 2013-14 è tesserato dal Beauvais, club militante nel massimo campionato francese, dove resta per due annate.
Ritorna poi nella stagione 2015-16 all'Asse-Lennik, nel massimo campionato belga, rinominato in seguito Aalst, vincendo la Supercoppa belga 2015: si trasferisce a metà campionato 2017-18 nella Liga Argentina de Voleibol, dove difende i colori del Bolívar.

## Palmarès

### Club
- Campionato svizzero: 1

1999-00
- Campionato belga: 3

2004-2005, 2005-06, 2009-10
- Campionato greco: 1

2006-07
- Coppa di Svizzera: 1

1999-00
- Coppa del Belgio: 3

2004-05, 2005-06, 2010-11
- Supercoppa svizzera: 1

1999
- Supercoppa belga: 4

2004, 2005, 2010, 2015
- Supercoppa greca: 1

2007

### Premi individuali
- 2015 - Ligue A: Miglior palleggiatore